# Kurtschatow-Institut

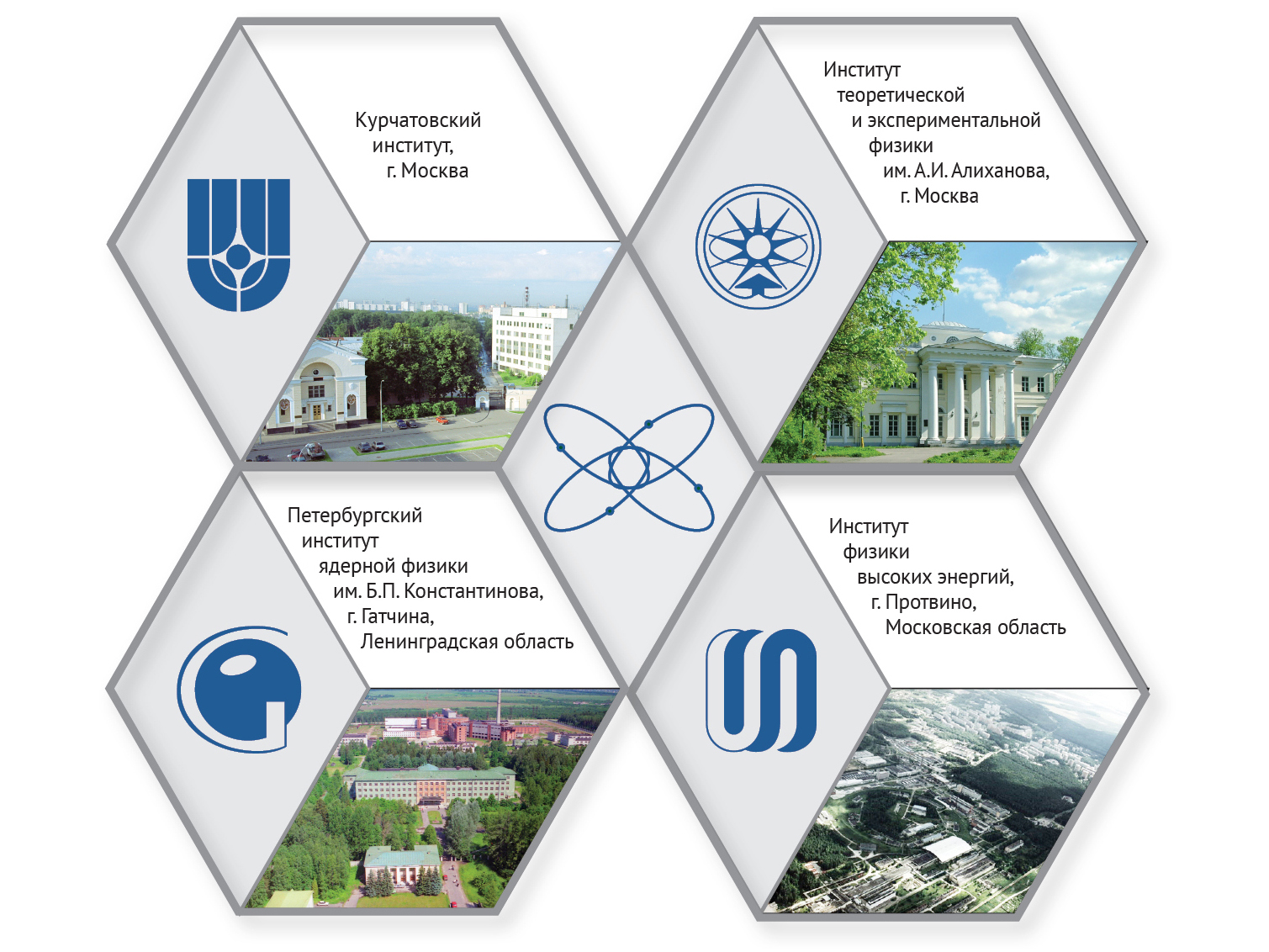
Institutsgebäude

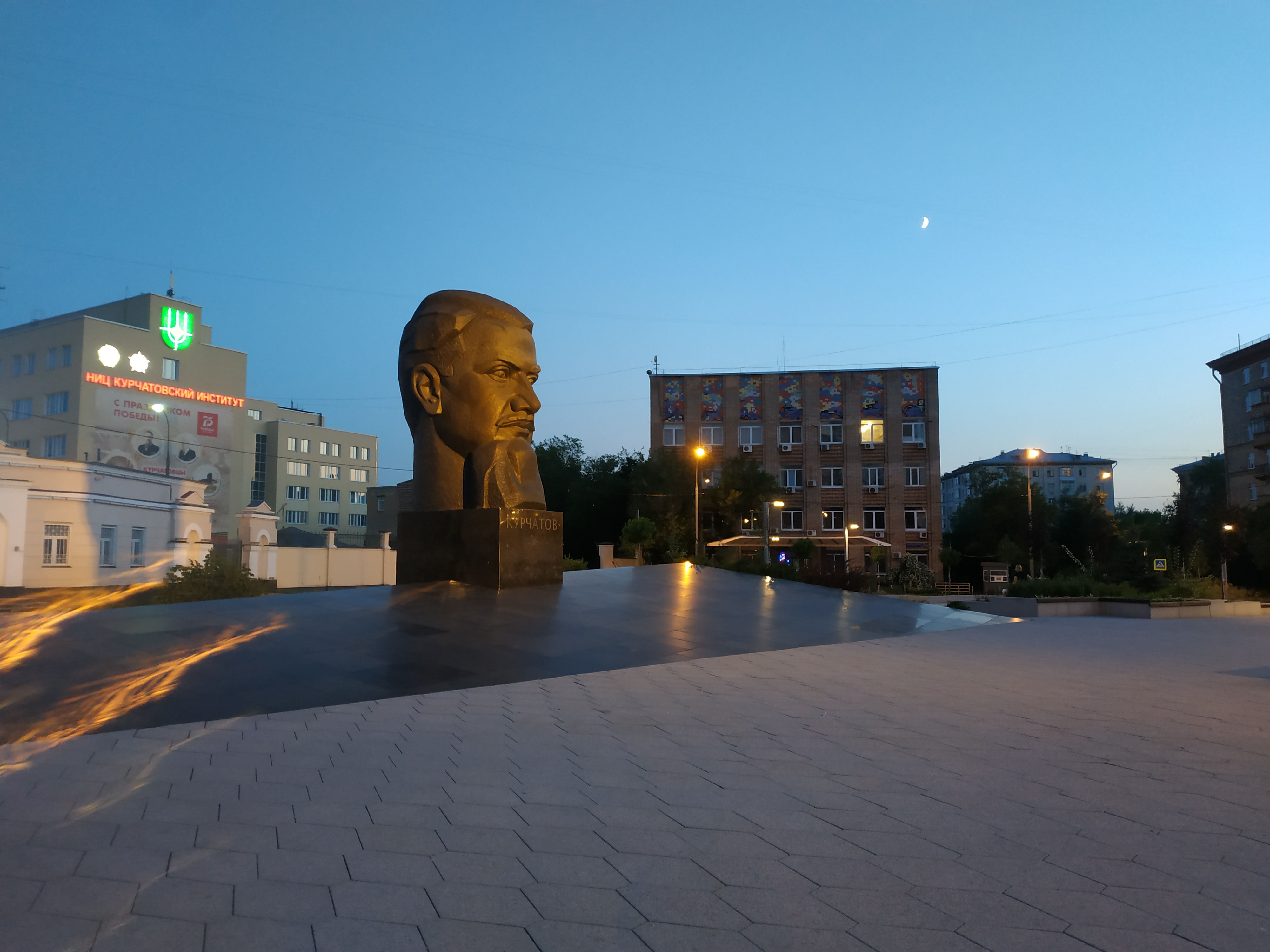
Kurtschatow-Denkmal (I. M. Rukawischnikow, 1971) auf dem Kurtschatow-Platz

Das Kurtschatow-Institut (russisch Российский научный центр «Курчатовский институт») ist ein physikalisch-technisches Institut in Russland. Es war bis 1955 mit geheimen Forschungsvorhaben beauftragt und nur unter dem Namen Labor Nr. 2 der sowjetischen Akademie der Wissenschaften bekannt. In der Sowjetunion war es als „Kurtschatow-Institut für Atomenergie“ bekannt (Институт Атомной Энергии им. И.В. Курчатова), abgekürzt КИАЭ (KIAE). Es ist benannt nach Igor Wassiljewitsch Kurtschatow. Das Institut befindet sich in Moskau am Kurtschatow-Platz 1.

## Geschichte
Zuerst für die Entwicklung von Nuklearwaffen konzipiert, wurde später die Mehrzahl der sowjetischen Kernreaktoren, wie zum Beispiel der RBMK, dort entworfen. In den 1950er Jahren entstanden hier auch die ersten Tokamak-Anlagen zur Kernfusion (T3 und ab 1968 T4).  Bis 1991 unterstand das Institut dem russischen Ministerium für Atomenergie, danach war es direkt der russischen Regierung unterstellt als RRC (Russian Research Center) „Kurtschatow-Institut“. Im Februar 2007 wurde das Institut zum Hauptzentrum für die Entwicklung von Nanotechnologie in Russland gewählt.
Der Leiter des Instituts wird vom russischen Premierminister auf Empfehlung  von Rosatom ernannt. In 2005–2015 war Michail Kowaltschuk der Direktor, danach wurde er Präsident des Instituts. Der gegenwärtige (seit November 2018) Leiter ist Alexander Blagow.

## Nationales Forschungszentrum Kurtschatow Institut
Das Institut gilt als Dachinstitut („Nationales Forschungszentrum“): Nationales Forschungszentrum Kurtschatow-Institut. Die folgenden sieben Institute zählen dazu:
| Originalbezeichnung   | Intl. Abkürzung | Vollständiger Name                                                                             | Ort            |
| --------------------- | --------------- | ---------------------------------------------------------------------------------------------- | -------------- |
| Курчатовский институт | keine           | Kurtschatow-Institut                                                                           | Moskau         |
| ИФВЭ                  | IHEP            | A.-A.-Logunov-Institut für Hochenergiephysik                                                   | Protwino       |
| ИТЕФ                  | ITEP            | A.-I.-Alikhanov-Institut für Theoretische und Experimentelle Physik                            | Moskau         |
| ПИЯФ                  | PNPI            | St. Petersburger Institut für Kernphysik, benannt nach B. P. Konstantinov                      | Gattschina     |
| ЦНИИ КМ «Прометей»    | CRISM           | Zentrales Forschungsinstitut für Konstruktionswerkstoffe „Prometey“, benannt nach I.V. Gorynin | St. Petersburg |
| ИРЕА                  | IREA            | Forschungsinstitut für chemische Reagenzien und hochreine Chemikalien                          | Moskau         |
| ГосНИИгенетика        | GosNIIgenetics  | Staatliches Forschungsinstitut für Genetik und Züchtung industrieller Mikroorganismen          | Moskau         |

## Internationale Zusammenarbeit
Das Kurtschatow-Institut koordiniert – oder koordinierte zumindest bis zum russischen Überfall auf die Ukraine 2022 und der anschließenden weitgehenden politischen Isolierung Russlands durch den Westen – auch die russische Beteiligung an internationalen Großforschungsprojekten wie dem Röntgenlaser European XFEL in Hamburg, der Facility for Antiproton and Ion Research (FAIR) in Darmstadt, dem internationalen Kernfusions-Reaktor ITER im französischen Cadarache, der Synchrotronstrahlungsquelle ESRF in Grenoble, ebenfalls in Frankreich, und dem Teilchenphysik-Forschungszentrum CERN im französisch-schweizerischen Grenzgebiet bei Genf.

## Kritik
Am 4. März 2022 veröffentlichte das Institut im Zusammenhang mit dem eine Woche zuvor von Russland begonnenen Überfall auf die Ukraine auf seinen Webseiten ein Manifest, in dem es den Angriffskrieg unterstützte und rechtfertigte. Unter anderem wurde in dem Manifest behauptet, dass die Ukraine „in einen Neonazi-Brückenkopf verwandelt“ worden sei, und dies „in erster Linie durch die Anstrengungen unserer westlichen Partner“.

## Daten der Reaktorblöcke
Außerdem stehen im Kurtschatow-Institut 27 Forschungsreaktoren, von denen sieben stillgelegt sind und einer vorübergehend abgeschaltet ist. Somit sind noch 19 Reaktoren in Betrieb.
Homog bedeutet homogener Reaktor mit leichtem (L) oder schwerem (S) Wasser (Aqueous homogeneous reactor, AHR), Tank ein leichtwassergekühlter und leichtwassermoderierter Reaktor, bei Tank WWR vom sowjetischen Typ WWR, und Pool ist ebenfalls wassergekühlt und wassermoderiert.
| Reaktor       | Reaktortyp          | thermische Leistung | Baubeginn  | Betriebsaufnahme | Stilllegung  |
| ------------- | ------------------- | ------------------- | ---------- | ---------------- | ------------ |
| ARGUS         | HOMOG (L)           | 20 kW               | 10.10.1980 | 01.12.1981       | -            |
| ASTRA         | Kritische Anordnung | 0,10 kW             | 01.01.1981 | 01.01.1981       | -            |
| B-1000        | Kritische Anordnung | 0,20 kW             | 01.01.1986 | 01.01.1986       | 27.01.1998   |
| DELTA         | Kritische Anordnung | 0,10 kW             | 01.01.1985 | 01.01.1985       | -            |
| EMPHIR-2M     | Kritische Anordnung | 20 kW               | 10.10.1973 | 01.01.1973       | -            |
| F-1           | Graphitreaktor      | 24 kW               | 15.11.1946 | 25.12.1946       | -            |
| FM MR         | Kritische Anordnung | 0,10 MW             | 01.01.1971 | 01.01.1971       | -            |
| GAMMA         | TANK                | 125 MW              | 01.01.1982 | 01.01.1982       | 17.06.1999   |
| GIDRA (HYDRA) | HOMOG (L)           | 20 MW               | 01.01.1971 | 01.01.1972       | -            |
| GROG          | Kritische Anordnung | 0,10 kW             | 01.01.1980 | 01.01.1980       | -            |
| IR-8          | POOL, IRT           | 0,08 kW             | 01.01.1980 | 01.08.1981       | -            |
| KVANT         | Kritische Anordnung | 1 kW                | 01.01.1990 | 01.01.1990       | -            |
| MAYAK         | Kritische Anordnung | 0,01 kW             | 01.01.1967 | 01.01.1967       | 27.09.2000   |
| MR            | TANK                | 50,000 kW           | 01.10.1962 | 01.12.1963       | 01.01.1992   |
| NARTSISS-M    | Kritische Anordnung | 0,01 kW             | 01.01.1983 | 01.01.1983       | -            |
| OP            | TANK WWR            | 300 kW              | 10.10.1950 | 01.12.1989       | -            |
| P             | Kritische Anordnung | 0,20 kW             | 01.01.1987 | 01.01.1987       | -            |
| RBMK          | Kritische Anordnung | 0,03 kW             | 01.01.1981 | 01.01.1981       | -            |
| ROMASHKA      | HOMOG (S)           | 40 kW               | 01.08.1964 | 01.01.1966       | (11.07.1990) |
| RPT           | Graphitreaktor      | 10.000 kW           | 01.01.1950 | 01.04.1952       | 01.01.1962   |
| SF-1          | Kritische Anordnung | 0,10 kW             | 01.10.1972 | 01.01.1972       | -            |
| SF-3          | Kritische Anordnung | 0,10 kW             | 01.01.1979 | 01.01.1979       | 01.01.1993   |
| SF-5          | Kritische Anordnung | 0,10 kW             | 01.01.1971 | 01.01.1971       | 01.01.1993   |
| SF-7          | Kritische Anordnung | 0,10 kW             | 01.01.1975 | 01.01.1975       | -            |
| SK PHYSICAL   | Kritische Anordnung | 0,60 kW             | 01.01.1997 | 01.01.1997       | -            |
| UG            | Kritische Anordnung | 0,10 kW             | 01.01.1965 | 01.01.1965       | -            |

## Sonstiges
Für eine gewisse Zeit arbeitete der Leiter der Tschernobyl-Kommission Waleri Legassow am Institut und erlangte dort seinen Doktorgrad.